# Aeropuerto Internacional de Mangalore
El Aeropuerto Internacional de Mangalore (IATA: IXE, OACI: VOML) (anteriormente Aeropuerto de Bajpe) es un aeropuerto internacional que atiende a la ciudad costera de Mangalore, India. El aeropuerto fue inaugurado en 1951 como Aeródromo de Bajpe y el entonces primer ministro Jawaharlal Nehru llegó en avión. En agosto de 2007 el aeropuerto gestionó 10.019 operaciones en comparación con las 6.268 del año anterior.
El aeropuerto se encuentra cerca de Bajpe, que está a unos 20 km (12,4 mi) al noreste de Mangalore. Hay vuelos diarios domésticos a Bombay, Bangalore, Goa, Cochín, Kozhikode y Madrás. Hasta 2005, su pequeña pista de 5200 pies (1585,0 m) significaba que solo podía atender aviones del tamaño del Boeing 737. Ahora Air India utiliza un Airbus A319. Air India Express opera aviones Boeing 737NG.
La operación de vuelos internacionales comenzó en 2006 con Air-India Express volando a Dubai. Mientras que el aeropuerto tiene actualmente el estatus de aeródromo ejecutivo, se espera que alcance el estatus de internacional tan pronto se adecuen las infraestructuras.

## Visión general
La primera pista estaba ubicada en lo alto de una colina, con aproximaciones de aterrizaje muy próximas a los laterales de la colina y conocidos como de pista de aterrizaje extremo. Las cimas de la colina sobresalían una altura de 90 m (295,3 pies) desde el valle y alcanzaba a poca distancia de la pista los 500 m (1640,4 pies) de altura en el lado este de la pista y de 83 m (272,3 pies) a 25 m (82,0 pies) en el lado oeste. Una desventaja adicional era que la pista no está nivelada, con alturas que varían de 90 m (295,3 pies) a 83 m (272,3 pies) del este al oeste. Aterrizar en esta escueta pista estaba considerado de elevada dificultad.
El 10 de enero de 2006 un Airbus 319 de Kingfisher Airlines fue el primer avión de su clase en aterrizar en pista. El número de pasajeros que utilizaron el Aeropuerto de Mangalore se ha incrementado en un 100% en el último año (de 2,6 millones a más de cinco). Con el incremento de tráfico el aeropuerto ha obtenido unos beneficios de 83 millones de rupias en el año financiero 2006-07.

## Segunda pista
Una nueva pista internacional de 2,9 km fue construida produciéndose su inauguración el 10 de mayo de 2006. Con esto, el Aeropuerto de Mangalore se ha convertido en el primer aeropuerto en Karnataka en tener dos pistas. La pista fue construida con hormigón. El aeropuerto adquirió terreno para construir una calle de rodadura paralela a la nueva pista para reducir el tiempo en tierra de los aviones, será conectada con la nueva terminal actualmente en construcción.

## Nuevo edificio terminal
Con aeronaves más grandes que pueden volar ahora a Mangalore, se ha decidido iniciar la construcción de un nuevo edificio terminal que reducirá la distancia entre Mangalore y el aeropuerto en unos 7 km (4,3 mi). La terminal de Kenjar se espera que esté concluida en octubre de 2009, suponiendo otro hito en la historia del Aeropuerto Internacional de Mangalore. Se ha construido una plataforma de 4,3 ha y un coste de 18,190 millones de rupiasy que está conectada con la nueva pista de hormigón
Tendrá 28 mostradores de facturación, varias cintas de equipajes y un sistema de circuito cerrado de control de seguridad. También contará con cinco fingers.

## Vuelos internacionales

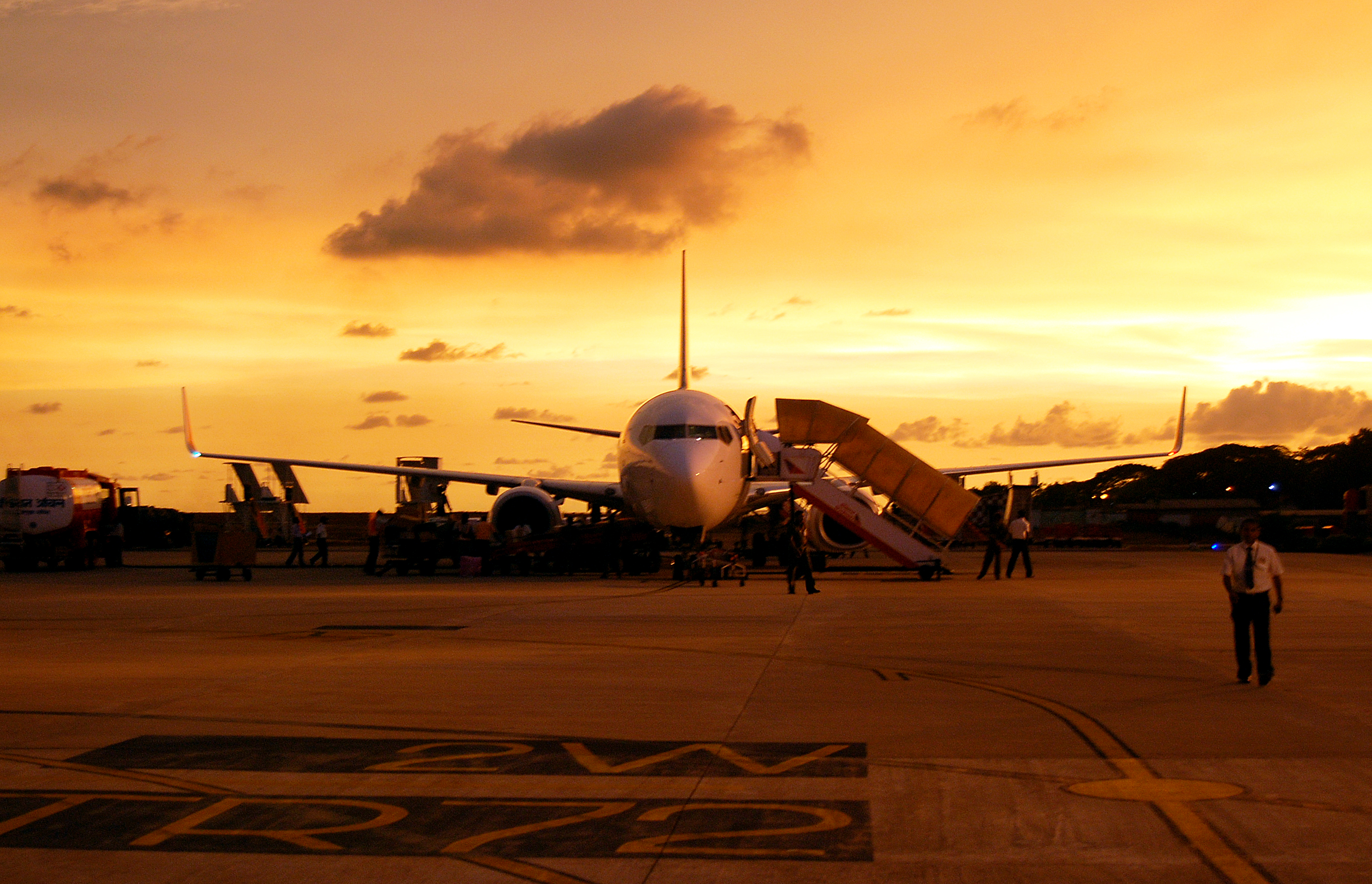
Air-India Express en el Aeropuerto de Mangalore Airport.

El 3 de octubre de 2006, el vuelo IX-802 de Air-India Express desde Dubái se convirtió en el primer vuelo internacional en aterrizar en Mangalore. El 15 de febrero de 2007, Air-India Express añadió conexiones con Abu Dhabi y Muscat, con Doha y Baréin añadidos como nuevos destinos el 25 de marzo. También inició vuelos a Kuwait y Sharjah el 17 de julio de 2008.
La compañía malasiq Air Asia también planea iniciar vuelos a Kuala Lumpur.
También hay planes de Deccan para volar al Golfo Pérsico en breve.

## Terminal de carga
Una vez que la nueva terminal esté concluida en su nueva ubicación, la terminal actual será utilizada exclusivamente para el manejo de carga aérea.
Ya hay un buen número de compañías de carga con interés en poner base en Bajpe. Además algunas compañías cargueras del Golfo planean operar en Mangalore.

## Aerolíneas y destinos
Abajo se da una lista de las compañías que vuelan a Mangalore:
| Aerolíneas        | Destinos |
| ----------------- | --- |
| Air India         | Bombay |
| Air India Express | Abu Dabi, Bangalore, Baréin, Dammam, Doha, Dubái–Internacional, Kozhikode, Kuwait, Mascate, Yeda (inicia 3 de abril de 2024) |
| IndiGo            | Bangalore, Bombay, Chennai, Delhi, Dubái–Internacional, Hyderabad, Pune, Ranchi                                              |

## Estadísticas
Ver fuente y consulta Wikidata.

## Accidentes trágicos
- El 22 de mayo de 2010, el vuelo 812 de Air India Express, un Boeing 737-800 procedente de Dubái, se estrella en las cercanías del Aeropuerto de Mangalore, al sur de la India causando 159 muertos y 7 heridos.[26]